# Myrne (Skadowsk)
Myrne (ukrainisch Мирне; russisch Мирное Mirnoje) ist eine Siedlung städtischen Typs im Süden der ukrainischen Oblast Cherson mit etwa 1900 Einwohnern (2014).
Die Ortschaft erhielt 1964 ihren heutigen Namen und 1968 den Status einer Siedlung städtischen Typs. Myrne liegt an der Bahnstrecke Cherson–Kertsch 23 km östlich vom ehemaligen Rajonzentrum Kalantschak und 100 km südöstlich der Oblasthauptstadt Cherson. Südlich von Myrne verläuft die Fernstraße M 17

## Verwaltungsgliederung
Am 8. September 2016 wurde die Siedlung zum Zentrum der neugegründeten Siedlungsgemeinde Myrne (ukrainisch Мирненська селищна громада/Myrnenska selyschtschna hromada), zu dieser zählten auch noch die 6 in der untenstehenden Tabelle aufgelistetenen Dörfer, bis dahin bildete sie die gleichnamige Siedlungsratsgemeinde Myrne (Мирненська селищна рада/Myrnenska selyschtschna rada) im Osten des Rajons Kalantschak.
Seit dem 17. Juli 2020 ist sie ein Teil des Rajons Skadowsk.
Folgende Orte sind neben dem Hauptort Myrne Teil der Gemeinde:
| Name                     | Name         | Name                  |
| ukrainisch transkribiert | ukrainisch   | russisch              |
| ------------------------ | ------------ | --------------------- |
| Kajirka                  | Каїрка       | Каирка (Kajirka)      |
| Makariwka                | Макарівка    | Макаровка (Makarowka) |
| Pamjatnyk                | Пам'ятник    | Памятник (Pamjatnik)  |
| Poljowe                  | Польове      | Полевое (Polewoje)    |
| Preobraschenka           | Преображенка | Преображенка          |
| Stawky                   | Ставки       | Ставки (Stawki)       |